# マイケル・オニール (俳優)
マイケル・オニール（Michael O'Neill、1951年5月29日 - ）は、アメリカ合衆国出身の俳優。

## 来歴・人物
1974年にオーバーン大学を卒業後、ニューヨークへ移住して俳優としてのキャリアをスタートした。
映画よりもテレビシリーズへの出演が顕著で『24 -TWENTY FOUR-』、『プリズン・ブレイク』、『NCIS 〜ネイビー犯罪捜査班』などの人気シリーズにゲスト出演。『ザ・ホワイトハウス』では大統領首席護衛官役で準レギュラー出演していた。近年では『VEGAS/ベガス』や『エクスタント』に出演。
演じる役柄は政府要人、捜査官、軍人役などが比較的多い。

## 主な出演作品

### 映画
- ゴースト・ストーリー Ghost Story (1981)
- シー・オブ・ラブ Sea of Love (1989)
- ロレンツォのオイル/命の詩 Lorenzo's Oil (1992)
- ブラインド・ジャスティス Blind Justice (1994)
- ダーク・サイド/危険な目覚め Awake to Danger (1995)
- ノーマ・ジーンとマリリン Norma Jean & Marilyn (1996)
- 心の指紋 Sunchaser (1996)
- バーチャル・ウォーズ3 Host (1998)
- モッド・スクワッド The Mod Squad (1999)
- バガー・ヴァンスの伝説 The Legend of Bagger Vance (2000)
- ウォルター少年と、夏の休日 Secondhand Lions (2003)
- トランスフォーマー Transformers (2007) - トム・バナチェック
- ザ・クリミナル 合衆国の陰謀 Nothing But the Truth (2008)
- グリーン・ゾーン Green Zone (2010)
- ダラス・バイヤーズクラブ Dallas Buyers Club (2013)
- クレメンシー Clemency (2019)

### テレビドラマ
- L.A.ロー 七人の弁護士 L.A. LAW (1992)
- ピケット・フェンス ブロック捜査メモ Picket Fences (1994)
- ザ・プリテンダー 仮面の逃亡者 The Pretender (1997)
- X-ファイル The X-Files (1998)
- ザ・ホワイトハウス The West Wing (1999-2006) - ロン・バターフィールド大統領首席護衛官
- ロズウェル - 星の恋人たち Roswell (1999)
- シカゴホープ Chicago Hope (2000) - ビル・ワイジンスキー
- Dr.マーク・スローン Diagnosis Murder (2001)
- NYPDブルー NYPD Blue (2001)
- 24 -TWENTY FOUR- 24 (2001) - リチャード・ウォルシュ
- アリー my Love Ally McBeal (2002)
- WITHOUT A TRACE/FBI 失踪者を追え! Without a Trace (2002)
- ザ・プラクティス ボストン弁護士ファイル The Practice (2004)
- ER緊急救命室 ER (2005) - ケン・キルナー大佐
- マダム・プレジデント 星条旗をまとった女神 Commander In Chief (2005)
- 犯罪捜査官ネイビーファイル JAG (2005) - ハロルド・ロスキング、ブラッドリー軍司令
- コールドケース 迷宮事件簿 Cold Case (2005) - ウォーレン・カズンズ
- ボストン・リーガル Boston Legal (2005)
- ザ・ユニット 米軍極秘部隊 The Unit (2006) - ロン・チャールス曹長
- クリミナル・マインド FBI行動分析課 Criminal Minds (2007) - フランク・ヤーブロー刑事
- プリズン・ブレイク Prison Break (2008) - ハーブ・スタントン
- レバレッジ 〜詐欺師たちの流儀 Leverage (2008) - ロイ判事
- メンタリスト The Mentalist (2008)ネルソン保安官
- サンズ・オブ・アナーキー Sons of Anarchy (2009) - アンソニー・フランクリン
- ゴースト 〜天国からのささやき Ghost Whisperer (2009)
- フラッシュフォワード FlashForward (2009) - ケラーCIA長官
- FRINGE/フリンジ Fringe (2010)
- NUMBERS 天才数学者の事件ファイル Numb3rs (2010) - ボイド・キーン
- NCIS 〜ネイビー犯罪捜査班 NCIS: Naval Criminal Investigative Service (2010) - ライリー・マカリスター
- グレイズ・アナトミー 恋の解剖学 Grey's Anatomy (2010) - ゲイリー・クラーク
- ダニーのサクセス・セラピー Necessary Roughness (2012-2013) - ハンク・グリフィン
- VEGAS/ベガス Vegas (2012) - テッド・ベネット市長
- CSI:マイアミ CSI: Miami (2012) - ジェリー・ブラックバーン
- リゾーリ&アイルズ ヒロインたちの捜査線 Rizzoli & Isles (2013) - ジョナサン・マックナイト
- ラクティファイ Rectify (2013-2016) - ローランド・フォークス上院議員
- ベイツ・モーテル Bates Motel (2014)
- エクスタント Extant (2014) - アラン・スパークス
- スキャンダル 託された秘密 Scandal (2018)
- ザ・シューター Shooter (2018) - レイ・ブルックス
- ロマノフ家の末裔 〜それぞれの人生〜 The Romanoffs  (2018)